# Aiguilles de Port-Coton
Les aiguilles de Port-Coton sont quelques stacks (rochers marins) formant un des sites les plus remarquables de Belle-Île-en-Mer (Morbihan, France) se situant dans la commune de Bangor.

## Situation
Situées sur la côte sauvage (côte ouest) de Belle-Île, au sud de Port-Coton, non loin du grand phare et de Port-Goulphar, les aiguilles de Port-Coton font partie de la commune de Bangor. Elles sont facilement observables depuis la RD 190 qui se termine par un parking sur une hauteur juste en face de ce groupe d'îlots. 

## Description
Port-Coton est une ria encaissée, terminée par une minuscule plage de sable grossier, inaccessible depuis la terre. Les aiguilles prolongent l'arête sud de cette anse.

Vue panoramique de Port-Coton

Les rochers qui forment les aiguilles de Port-Coton entretiennent l'imagination des spectateurs qui croient y reconnaître un petit mont Saint-Michel, un chien ou un loup hurlant, une poule en couvaison, un sphinx ou encore un buste de Louis XIV.
Leur nom vient de l'écume projetée par les vagues au pied des rochers par forte houle, cette écume ressemblant à un voile de coton.

## Port Coton et les peintres
Les aiguilles de Port-Coton ont été le sujet de plusieurs œuvres de peintres renommés, Claude Monet en 1886, John Peter Russell en 1890, Charles Cottet en 1900.

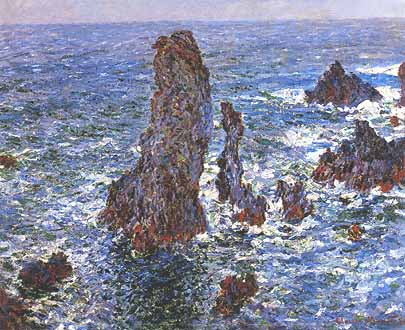
Les Pyramides de Port-Coton, mer sauvage, Claude Monet, 1886, musée Pouchkine.
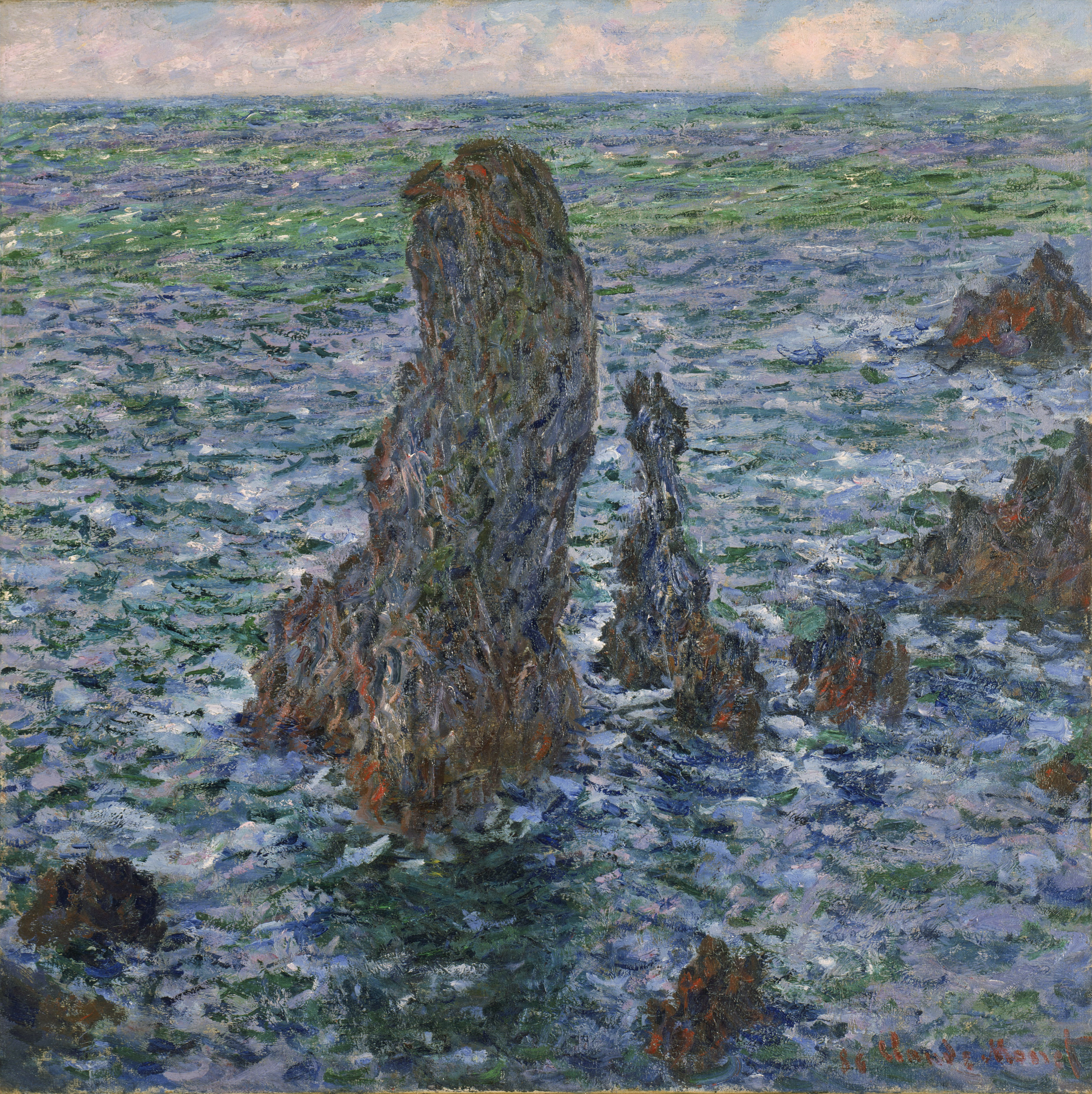
Les Pyramides, Claude Monet , 1886, coll. du Dr Rau, Cologne.
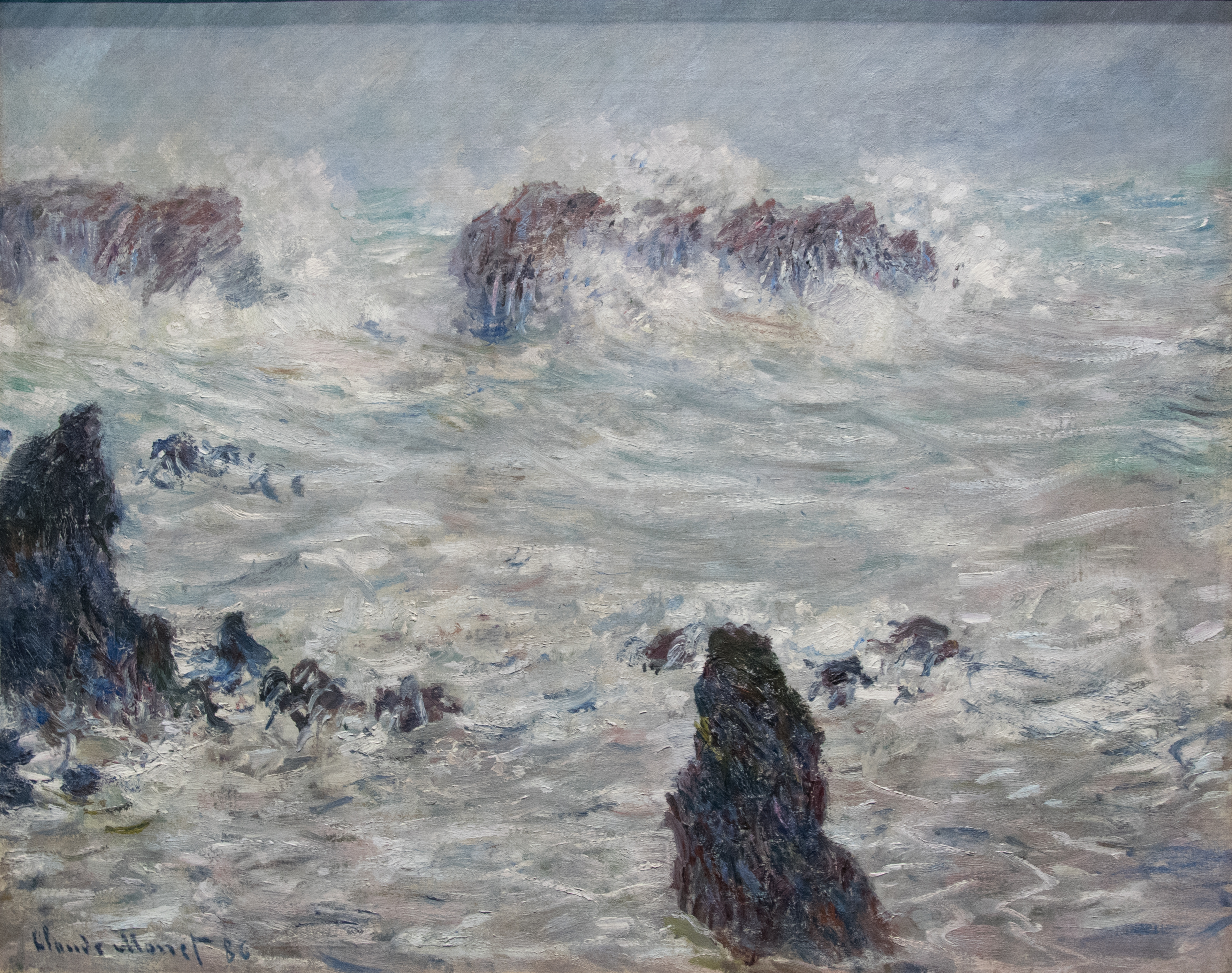
Tempête, côte de Belle-Île, Claude Monet , 1886, musée d'Orsay.
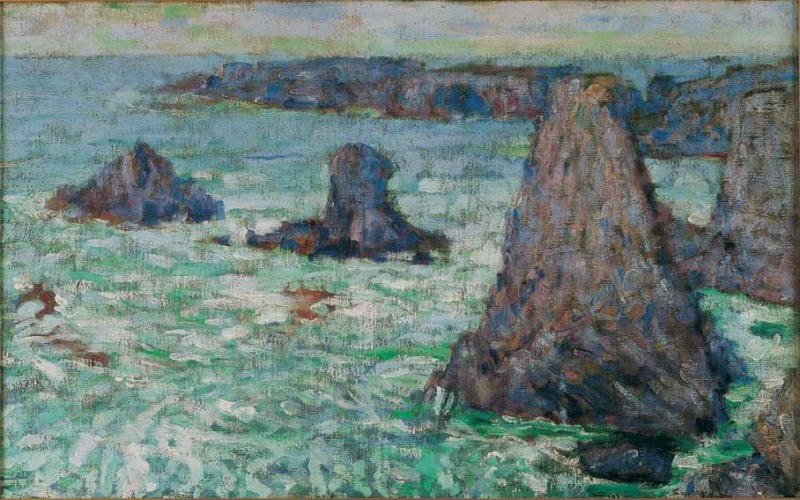
Les Aiguilles, John Peter Russell, 1890.